# Homatula variegata
Homatula variegata is een straalvinnige vissensoort uit de familie van de bermpjes (Nemacheilidae). De wetenschappelijke naam van de soort is voor het eerst geldig gepubliceerd in 1874 door Dabry de Thiersant.